# Alessandro Paoli
Alessandro Paoli (Turín, 27 de agosto de 1999) es un deportista italiano que compite en tiro con arco, en la modalidad de arco recurvo.
Ganó dos medallas en el Campeonato Europeo de Tiro con Arco al Aire Libre, en los años 2022 y 2024, y tres medallas en el Campeonato Europeo de Tiro con Arco en Sala entre los años 2022 y 2025.
En los Juegos Europeos de Cracovia 2023 consiguió una medalla de oro en la prueba de equipo. Participó en los Juegos Olímpicos de París 2024, ocupando el sexto lugar en la prueba de equipo.

## Palmarés internacional
| Juegos Europeos                  | Juegos Europeos    | Juegos Europeos   | Juegos Europeos |
| Año                              | Lugar              | Medalla           | Prueba          |
| -------------------------------- | ------------------ | ----------------- | --------------- |
| 2023                             | Cracovia (Polonia) | Medalla de oro    | Equipo          |
| Campeonato Europeo al Aire Libre |                    |                   |                 |
| Año                              | Lugar              | Medalla           | Prueba          |
| 2022                             | Múnich (Alemania)  | Medalla de oro    | Equipo          |
| 2024                             | Essen (Alemania)   | Medalla de plata  | Equipo          |
| Campeonato Europeo en Sala       |                    |                   |                 |
| Año                              | Lugar              | Medalla           | Prueba          |
| 2022                             | Laško (Eslovenia)  | Medalla de bronce | Equipo          |
| 2024                             | Varaždin (Croacia) | Medalla de plata  | Equipo          |
| 2025                             | Samsun (Turquía)   | Medalla de oro    | Equipo          |